# Чрна Вас
Чрна Вас (словен. Črna vas) — поселення в общині Любляна, Осреднєсловенський регіон, Словенія. Висота над рівнем моря: 286,3 м.